# Józef Bik
Józef Bik (od marca 1950 Józef Bukar; później używał również nazwiska Józef Gawerski) (ur. 14 marca 1909 lub 24 kwietnia 1922 w Łańcucie, zm. w grudniu 2008 w Szwecji) – polski wojskowy pochodzenia żydowskiego. Oficer śledczy UB, kierownik Wydziałów Śledczych WUBP w Gdańsku i Katowicach, odpowiedzialny za represje wobec żołnierzy AK.

## Życiorys
Pochodził z rodziny żydowskiej z Łańcuta. Istnieją sprzeczne dane dotyczące daty urodzenia J. Bika: przed 1950 we wszystkich ankietach osobowych podawał on datę 14 marca 1909, a później datę 24 kwietnia 1922.
8 maja 1945 został starszym oficerem śledczym Sekcji VIII Wydziału I WUBP w Gdańsku, od 16 lipca 1945 zastępca kierownika, a od 12 listopada 1945 p.o. kierownika tej sekcji. Od 1 stycznia 1946 kierownik Wydziału IV „A” WUBP w Gdańsku. Jako śledczy wyróżniał się okrucieństwem. W WUBP w Gdańsku wraz z Janem Wołkowem prowadził latem 1946 śledztwo przeciw łączniczce i sanitariuszce 5 Brygady Wileńskiej AK Danucie Siedzikównie „Ince”, bijąc ją i poniżając. Przyczynił się do wydania na nią wyroku śmierci przez sąd 21 sierpnia 1946.
Śmierć „Inki” zapewniła Bikowi awans. Dokładnie sześć dni po egzekucji Danuty Siedzikówy (w dniu jej 18. urodzin) 3 września 1946 Józef Bik został oficerem śledczym Sekcji II Wydziału Śledczego w centrali Ministerstwie Bezpieczeństwa Publicznego w Warszawie. Do Warszawy jechał jako ceniony specjalista od „bandytyzmu”, odznaczony w ciągu jednego tylko roku (1946) Srebrnym Krzyżem Zasługi, Złotym Krzyżem Zasługi i Krzyżem Kawalerskim Orderu Odrodzenia Polski. Dwa lata później dostanie Złoty Krzyż Zasługi po raz drugi.
1 marca 1947 awansowany na porucznika i zastępcę naczelnika (a od 1 stycznia 1951 naczelnika) Wydziału Śledczego WUBP w Katowicach. Przesłuchiwał m.in. członków antysowieckich organizacji niepodległościowych Polskie Siły Demokratyczne i Polska Tajna Armia Wyzwoleńczo-Demokratyczna. Awansowany na kapitana zmienił nazwisko na Bukar. Zwolniony ze służby 15 marca 1953.
Nie wiadomo co robił po zwolnieniu ze służby i nie wiadomo dokładnie kiedy ponownie zmienił nazwisko na Józef Gawerski. W 1968 wyjechał do Szwecji. W 2003 napisał do IPN wniosek o potwierdzenie mu lat pracy w UB (1945–1953) oraz złożył pozew do Sądu Okręgowego w Katowicach o „rewaloryzację” renty.
W dniu 22 grudnia 2006 roku prokurator Oddziałowej Komisji Ścigania Zbrodni przeciwko Narodowi Polskiemu w Katowicach skierował do Sądu Rejonowego w Katowicach akt oskarżenia przeciwko Józefowi Bikowi, oskarżonemu o to, że w okresie 1948–1949 roku w Katowicach, będąc Zastępcą Naczelnika Wydziału Śledczego Wojewódzkiego Urzędu Bezpieczeństwa Publicznego w Katowicach, działając wspólnie i w porozumieniu z innymi funkcjonariuszami tego Urzędu przekroczył przysługującą mu władzę i znęcał się fizycznie i psychicznie nad pozbawionym wolności członkami niepodległościowej organizacji Polskie Siły Demokratyczne i Polska Tajna Armia Wyzwoleńczo–Demokratyczna oraz zmuszał ich do złożenia wyjaśnień określonej treści, tj. o przestępstwo z art. 239 § 1 kk z 1932 r. i art. 246 kk z 1932 r. i art. 251 kk z 1932 r. i art. 236 § 1 kk i art. 286 § 1 kk przy zast. art. 36 kk z 1932 r. w zw. z art. 2 ust. 1. i art. 3 Ustawy z dnia 18.12.1998 roku o IPN – KŚZpNP. W dniu 17 lipca 2009 r. Sąd Rejonowy Katowice – Wschód w Katowicach umorzył postępowanie karne w stosunku do oskarżonego w oparciu o art. 17 § 1 pkt 5 – ze względu na śmierć oskarżonego.

## Odznaczenia
- Srebrny Krzyż Zasługi (dwukrotnie, 1946)
- Złoty Krzyż Zasługi (1946)
- Krzyż Kawalerski Orderu Odrodzenia Polski (1946)
- Złoty Krzyż Zasługi (ponownie, 1947)